# Aillières-Beauvoir
 Aillières-Beauvoir  es una población y comuna francesa, situada en la región de Países del Loira, departamento de Sarthe, en el distrito de Mamers y cantón de La Fresnaye-sur-Chédouet.

## Demografía
| 288 | 291 | 280 | 237 | 237 | 237 | 220 |
| Para los censos de 1962 a 1999 la población legal corresponde a la población sin duplicidades (Fuente: INSEE [Consultar]) |     |     |     |     |     |     |